# Donald Davidson
Donald Herbert Davidson (* 6. März 1917 in Springfield, Massachusetts; † 30. August 2003 in Berkeley, Kalifornien) war ein US-amerikanischer analytischer Philosoph und ein Schüler von Willard Van Orman Quine.

## Leben
Donald Davidson – Sohn von Clarence Herbert Davidson und Grace Cordelia Anthony – wuchs zunächst auf den Philippinen und seit 1921 in Amherst und Philadelphia auf. 1926 zog die Familie nach Staten Island, wo Davidson mit dem Besuch einer öffentlichen Schule in der ersten Klasse begann und dann in die vierte Klasse der Staten Island Academy wechseln konnte.
Nach seiner Graduierung im Jahr 1939 zog Davidson nach Kalifornien, wo er Skripte für einige Folgen des Detektivhörspiels Big Town verfasste, in der Edward G. Robinson mitwirkte. An der Harvard University studierte Davidson zuerst als Hauptfächer Englisch und vergleichende Literaturwissenschaften: Er hörte Theodore Spencer über Shakespeare und die Bibel, Harry Levin über James Joyce. Davidson wechselte zur Altphilologie und Philosophie. Seine Lehrer waren Alfred North Whitehead, C. I. Lewis und W. V. O. Quine. Unter dem Einfluss von Quine, den Davidson seinen Mentor nannte und dem er im Jahr 1984 seinen Sammelband Inquiries into Truth and Interpretation widmete, wandte er sich den Methoden und Problemen der analytischen Philosophie zu. 1941 erwarb er seinen Master. Sein Studium unterbrach er während des Zweiten Weltkriegs von 1942 bis 1945 für den Dienst in der U.S. Navy, wo er Piloten im Erkennen feindlicher Flugzeuge trainierte und an den Invasionen von Sizilien, Salerno und Anzio teilnahm. 1949 schloss Davidson sein Ph.D.-Philosophiestudium ab. Seine Dissertation über Platons Dialog Philebos bezeichnete er später als seltsam. Sie wurde 1990 veröffentlicht.
Im Anschluss an eine erste Tätigkeit am Queens College lehrte Donald Davidson von 1951 bis 1967 als Professor an der Stanford University, wo er sich mit der Entscheidungstheorie und Musikphilosophie beschäftigte. Hier entwickelte er mit Patrick Suppes einen experimentellen Zugang zur Entscheidungstheorie. Sie kamen überein, dass es nicht möglich sei, die Ansichten und Präferenzen einer Person isoliert zu behandeln, so dass die Handlungen einer Person bezüglich ihrer Absichten durch verschiedene Methoden analysiert oder bewertet werden sollten. Hieraus folgte für Übersetzungen eine Theorie der Unbestimmtheit.
Ab 1967 übernahm Davidson Professuren an den Universitäten Princeton (1967–1970), Rockefeller (1970–1976) und Chicago (1976–1981). 1981 wurde Donald Davidson als ein Willis S. und Marion Slusser Professor of Philosophy an die Universität von Kalifornien in Berkeley berufen. Die Professur behielt er bis zu seinem Tod.
Donald Davidson war zweimal verheiratet – seit 1984 mit der Philosophin Marcia Cavell. Ihr ist sein Sammelband Subjective, Intersubjective, Objective (2001) gewidmet; sie übernahm die posthumen Editionen.
Davidson war 1973–1974 und 1985–1986 Präsident der American Philosophical Association und hatte zahlreiche Dozenturen unter anderen an der Harvard University und der Universität Oxford inne.

## Auszeichnungen und Mitgliedschaften
- 1975: Mitglied der American Academy of Arts and Sciences
- 1981: Korrespondierendes Mitglied der British Academy[6]
- 1985: Mitglied der American Philosophical Society[7]
- 1991: Hegel-Preis
- 1995: Jean-Nicod-Preis.

## Werk

### Themenbereiche
Donald Davidson hat kein einheitliches Werk verfasst und publiziert. Seine Philosophie ist in einer großen Anzahl von Aufsätzen und Kongressberichten veröffentlicht, deren Themenbereiche sich über die Schlüsselbegriffe in zwei Gruppen einteilen lassen:
1. Philosophie des Geistes: Handlung, Ursache, Grund und Ereignis.
2. Sprachphilosophie: Wahrheit, Bedeutung, Satz und Semantik.

Seine Aufsätze beeinflussten die gesamte Philosophie einschließlich der analytischen Bedeutungstheorie und der Postanalytischen Philosophie. Eine Zusammenstellung seines Werkes liegt in den fünf Bänden Gesammelter Aufsätze vor. Seine Philosophie wird als eine homogene, methodisch-rationale und betont sprachpragmatische Philosophie beschrieben. Ihr originärer Ansatz ist eine Interpretationsmethode, die Davidson mit einer Formel als principle of charity (Prinzip der wohlwollenden Interpretation) kennzeichnet: Verständlichkeit ist das Ziel. Demnach ist die erste Aufgabe von Interpretation die Verständigung, in der es um den Sinn und die Bedeutung sprachlicher Aussagen anderer geht.

### Handlungen, Gründe und Ursachen
Davidson wurde 1963 mit dem Aufsatz Actions, Reasons, and Causes (Handlungen, Gründe und Ursachen) bekannt, in dem er versuchte, die vorherrschende Ansicht zu widerlegen, der zufolge die Gründe eines Handelnden nicht die Ursache seiner Handlung sein können. Diese Auffassung wurde damals vor allem Wittgenstein zugeschrieben, findet sich aber schon in Tolstois Roman Krieg und Frieden. Davidson nahm dagegen an, dass eine Rationalisierung – hier verstanden als ein Konstrukt von Gründen des Handelnden, um seine Handlungen zu erklären – eine Art normaler kausaler Erklärung sei: Eine Handlung A wird in Davidsons Worten durch einen primären Grund erklärt,  der eine zielgerichtete  Haltung  (einem starken Wunsch oder Verlangen  ähnlich) zu einem Ziel G und dann den instrumentellen Glauben  einschließt, dass die Ausführung der Handlung A ein Mittel ist, um G zu erreichen. Zum Beispiel ist der primäre Grund, einen Regenschirm bei schlechtem Wetter zu verwenden, das Bedürfnis trocken zu bleiben und die Überzeugung, dies unter einem Regenschirm erreichen zu können.
Diese Ansicht, die weitgehend mit dem gesunden Menschenverstand der Populärpsychologie übereinstimmt, beruht zum Teil auf der Idee,  dass Kausalgesetze strikt und deterministisch sein müssen, die Erklärung durch die Angabe von Gründen  aber nicht. Mangelnde Präzision der Formulierung von Gründen heißt auch nicht, dass ein Besitz solcher Gründe  nicht ein Zustand sein könnte,  Verhalten kausal  zu beeinflussen. Davidson arbeitete diese Auffassung in mehreren Aufsätzen aus.

### Mentale Ereignisse
In dem 1970 erschienenen Aufsatz Mental Events (Geistige Erkenntnis) stellte Davidson seine Identitätstheorie des Geistes (mind) zur Debatte, nach der bestimmte Vorkommnisse oder Token  geistiger Ereignisse mit bestimmten Vorkommnissen physikalischer Ereignisse identisch sind. Eine Schwierigkeit dieser Ansicht war immer die Unmöglichkeit gewesen,  Gesetze aufzustellen,  welche mentale Zustände –  wie die Annahme eines blauen Himmels –  oder das Verlangen nach einem Hamburger – mit physikalischen Zuständen (etwa Muster neurologischer Aktivitäten im Gehirn) verknüpfen würden.  Davidson nahm an, dass eine solche Reduktion für eine Token-Identitätsthese gar nicht notwendig wäre: Möglicherweise ist jedes individuelle geistige Ereignis nur das korrespondierende physikalische  Ereignis, ohne dass es Gesetze gäbe, die verschiedene Arten oder Typen (im Gegensatz zu Token) geistiger Ereignisse mit den entsprechenden Typen physischer Ereignisse zu verbinden. Davidson stellte aber klar, dass diese Unmöglichkeit einer Reduzierung nicht bedeute,  dass der Verstand (mind) etwas anderes als das Gehirn sei.  Davidson ist also ein Monist, für den es sich bei Fragen mentaler und physischer Ereignisse nur um eine Sache handelt.  Davidson nannte seine Position einen Anomalen Monismus (AM), da geistige und physische Ereignis-Typen nicht durch strikte Gesetze (Gesetze ohne Ausnahmen) verbunden werden könnten.
Davidson nahm an, dass ein Anomaler Monismus aus drei überzeugenden Thesen folge: Erstens aus der Ablehnung des Epiphänomenalismus, der Ansicht, dass mentale Ereignisse physische Ereignisse nicht verursachen können. Die zweite These ist die nomologische Auffassung von Verursachung,  nach der ein Ereignis ein anderes dann und nur dann verursacht, wenn ein strenges Gesetz ohne Ausnahmen existiert, das diese Beziehung bestimmt.  Aber zugleich setzt Davidson drittens den Anomalismus des Geistigen voraus: Solch strikte Gesetze gelten nicht für Typen geistiger und physischer Ereignisse, geregelt sind nur bestimmte Vorkommnisse dieser Ereignisse; Typen geistiger Ereignisse verhalten sich anomal. Dies bestätigt den Token-Physikalismus  und das Verhältnis der Supervenienz von mentalem und physischem, und respektiert zugleich die Autonomie des Geistigen.

### Wahrheit und Bedeutung
1967 veröffentlichte Davidson Truth and Meaning (Wahrheit und Bedeutung) und nahm die These auf, dass jede erlernbare Sprache in einer endlichen Form  darstellbar sein muss, obwohl sie eine theoretisch unbegrenzte Anzahl von Ausdrücken umfasst – was eine natürliche Sprache im Prinzip tut. Wenn eine Sprache nicht auf eine endliche Art und Weise dargestellt werden könne, könnte sie auch nicht mit den begrenzten empirischen Methoden gelernt werden, mit denen das nun einmal geschieht. Daraus folge, dass es möglich sein müsse, eine theoretische Semantik für jede natürliche Sprache zu erstellen, die die Bedeutungen einer unbegrenzten Zahl von Sätzen auf der Basis eines endlichen Systems von Axiomen angibt. In der Nachfolge etwa von Rudolf Carnaps Introduction to Semantics (Harvard 1942, Seite 22) nahm Davidson zudem an, dass die Bedeutung eines Satzes angeben bedeutet, seine Wahrheitsbedingungen anzugeben. Davidson inspirierte so die moderne Wahrheitsbedingungen-Semantik. Er schlug vor, eine Bedeutungstheorie müsse aufzeigen, wie sich aus einer Spezifikation von endlich vielen Eigenschaften einer Sprache für jeden der unendlich vielen Sätze dieser Sprache herleiten lässt, unter welchen Umständen er wahr ist. Die Angabe der Wahrheitsbedingung eines Satzes S erfolgt hierbei typischerweise durch einen Satz der Form „S ist wahr genau dann, wenn p“. Davidson hat diese Idee zuerst in seinen Oxforder John Locke Vorlesungen (1969/70), The Structure of Truth, vorgestellt. Mehrere Philosophen haben versucht, Davidsonsche semantische Theorien für natürliche Sprachen zu entwickeln. Er selbst arbeitete Elemente dieser Theorie in seinen Aufsätzen über Anführung (quotation), indirekte Rede und Handlungsbeschreibungen aus.

### Wissen und Glauben
Nach 1970 griff Davidson in seiner Philosophie des Geistes die Einflüsse von Saul Kripke, Hilary Putnam und Keith Donnellan auf, die die deskriptivische Theorie geistiger Inhalte kritisieren. Der Deskriptivismus, der auf Bertrand Russells Kennzeichnungstheorie, seiner Theory of Descriptions und möglicherweise auch auf Wittgensteins Tractatus Logico-Philosophicus zurückgeht, besagt, dass der Gegenstand oder die Person, auf den sich der Name bezieht, durch die Vorstellungen, die der Namensgeber von dieser Person oder den Gegenstand hat, bestimmt  wird: Von wem ist in den beiden Aussagen Aristoteles gründete das Gymnasium und Aristoteles unterrichtete Alexander den Großen die Rede? Offensichtlich von Aristoteles, aber warum? Nach Russell meinen solche Aussagen denjenigen, der die meisten der über ihn ausgesagten Behauptungen erfüllt. Wenn zwei Personen Alexander unterrichteten, aber eine das Gymnasium gründete, ist Aristoteles derjenige, der beides tat. Kripke und andere nahmen an, dass diese Theorie nicht haltbar sei, und dass die Frage, wem unsere Vorstellungen und Ideen gelten, praktisch von der Art und Weise des Erwerbs unserer Ideen und der Namen abhängig seien, insbesondere von der Möglichkeit, den Gebrauch dieser Namen kausal vom ursprünglichen Referenten zum gegenwärtigen Sprecher zurückzuverfolgen.
Davidson befasste sich in seinen Werken der 1980er Jahre mit dem Problem, wie wir uns unser Wissen aneignen und wie das Wissen eines Selbst (einer ersten Person) sich zu dem Wissen von Anderen, zweiten und dritten Personen, verhält. Die Vorstellungen einer ersten Person (Ich bin hungrig) werden in anderer Weise erworben, als die Vorstellungen anderer Personen von demselben Zustand. Haben diese Aussagen (ist hungrig) denselben Gehalt?
Davidson verband dieses Problem mit einem anderen und fragte, wie zwei Personen dieselbe Vorstellung eines externen Objektes haben können? Und er löste die Prioritätenfrage, indem er sie umging und postulierte, dass alles Wissen (von sich selbst, von anderen Personen, der Welt) zugleich entstünde.
Viele Philosophen hatten versucht, die verschiedenen Wissensarten auf eine grundlegende Art zu reduzieren: René Descartes und David Hume nahmen an, dass das Wissen, mit dem wir beginnen, Selbsterkenntnis sein müsse. Einige Logische Positivisten sowie Ludwig Wittgenstein oder Wilfrid Sellars nahmen an, dass das Wissen über die externe Welt grundlegend sei. Friedrich Schelling und Emmanuel Levinas sahen das Wissen anderer Personen im Dialog als das Wichtigste an. Nach Davidson ist es aber unmöglich, nur über eine Form von Wissen zu verfügen: Jeder, der Wissen in einer der drei Kategorien hat, besitzt notwendig auch Wissen der anderen beiden.

### Radikale Interpretation
Die Wahrheitswert-Semantik als Kern der Bedeutungstheorie ist ein zentraler Punkt von Davidsons Philosophie, auch des in Anschluss an Quines radikaler Übersetzungslehre formulierten Teils. Die Radikale Interpretation ist ein hypothetischer Standpunkt, den Davidson als essentiell für die Untersuchung von Sprache, Verstand, Handlungen und Wissen erachtet.
Kernthese des Modells einer radikalen Interpretation ist die Annahme, in einer Gesellschaft, deren Sprache man nicht versteht, platziert zu sein. Ein Verständnis der Sprache entwickelt sich durch eine Theorie, die ein Theorem der Form S bedeutet P für jeden Satz der Sprache erzeugt, wobei S der Name des Satzes in der Sprache und P der Satz oder eine Übersetzung in der Metasprache ist, in der die Theorie verfasst ist. Davidson stand diesem Modell im Generellen kritisch gegenüber, da sich der Ausdruck bedeutet dass nicht nur auf die Erweiterung des Ausdrucks, der ihm folgt, sondern auch seine Intension bezieht. Davidson ersetzt bedeutet dass durch ein Bindewort, das sich nur auf die Erweiterungen des Satzes bezieht, da die Erweiterung eines Satzes seine tatsächliche Bedeutung, ein Bindewort der Wahrheitsfunktion  darstellt. Davidson wählte das bi-konditionale wenn und nur wenn als das benötigte Bindewort einer Theorie der Bedeutung. Es handelt sich dabei um die augenscheinliche Auswahl, da eine Äquivalenz der Bedeutung von s und p gesucht wird. S wenn und nur wenn P ist jedoch grammatikalisch nicht korrekt, da das Bindewort zwei Propositionen verbinden muss. S ist der Name einer Proposition, s ist selbst jedoch keine Proposition. Um S zu einer Proposition zu machen, muss es durch das sogenannte Wahrheitsprädikat unterstützt werden. Davidson schloss daraus, dass eine Theorie der Bedeutung für jeden Satz der Metasprache ein Theorem der Form S ist wahr wenn und nur wenn P erzeugt. Eine Theorie der Wahrheit einer Sprache kann auch als Theorie der Bedeutung verwendet werden.
In seinen Arbeiten über die Bedeutungstheorie stützte sich Davidson auf Alfred Tarskis Theorie des Aufbaus künstlicher Sprachen. Aus dieser entnahm Davidson drei Kernfragen zur radikalen Interpretation:
- Zum ersten, ob eine Theorie der Wahrheit für eine natürliche Sprache entwickelt werden kann. (Davidson wies nach, dass die erste Frage positiv beantwortet werden kann.)
- Zum zweiten – falls ein Beweis für den radikalen Interpreten verfügbar ist – kann er eine Theorie der Wahrheit für eine Sprache, die er interpretieren will, entwickeln und verifizieren?
- Zum dritten, ob eine Theorie der Wahrheit ausreichend ist, um dem radikalen Interpreten das Verstehen der Sprache möglich zu machen.

Davidson erlaubt einem Sprecher auf rationale Art und Weise festzustellen, dass er einen Satz für wahr hält, ohne dass der Sprecher eine bestimmte Bedeutung der Meinung kennt. Dem Interpreten wird es dadurch ermöglicht, Hypothesen aufzubauen, die einen Sprecher und eine Aussage zu einem bestimmten Gesamtbild in einer bestimmten Zeit zusammenzufassen. Davidson nennt in der englischen Originalfassung als Beispiel einen Deutsch sprechenden, der es regnet sagt, wenn es regnet. Davidson nahm an, dass, auch wenn in einzelnen Fällen der Sprecher falsch verstanden wird (wenn zum Beispiel der Deutsch Sprechende Es regnet angibt, auch wenn es nicht regnet) das gesamte Projekt nicht untergraben werden würde: Der Glaube eines Sprechers muss zum Großteil korrekt und kohärent sein. Wenn es nicht so wäre, würde der Sprecher nicht als Sprecher identifiziert werden können. Dies ist das „Prinzip der Nachsichtigkeit“ oder „einer wohlwollenden Interpretation“ (principle of charity). Das Prinzip gestattet einem Interpreten, dass der Beweis, den er erlangte, es zulässt, eine Theorie der Wahrheit der Sprache zu verifizieren.
Auf den ersten Blick scheint es, dass eine Theorie der Wahrheitsbedingungen nicht ausreicht, um eine Sprache zu interpretieren. Falls Wahrheitsbedingungen allein entscheidend wären, könnten wahre, anomale Sätze wie „Schnee ist weiß“ ist wahr, wenn und nur wenn Schnee weiß und Gras grün ist akzeptabel erscheinen. Davidson nahm an, dass die Sprache durch ihre Zusammensetzung auch holistisch sei: Sätze basieren auf der Bedeutung von Wörtern, die Bedeutung eines Wortes hängt zugleich von dem Satz und damit von der Gesamtheit der Sätze, in dem es auftaucht, ab. Diese holistische Beschränkung reicht mit der Bedingung, dass die Theorie der Wahrheit gesetzmäßig ist, aus, um die Indeterminiertheit (Unbestimmtheit) so zu reduzieren, dass Kommunikation erfolgreich stattfinden kann.
Zusammengefasst ist das, was die radikale Interpretation hervorhebt, nötig und ausreichend, um Kommunikation zu ermöglichen. Die Bedingungen sind, dass zum Erkennen eines Sprechers als Sprecher sein Glauben größtenteils kohärent und korrekt sein muss; und Unbestimmtheit Kommunikation erlauben muss.

### Ereignissemantik
Er verwendete den Begriff Ereignissemantik (engl. event semantics) für eine Theorie innerhalb der formalen Semantik natürlicher Sprachen, die auf einen Vortrag über The Logical Form of Action Sentences (1966) (in deutscher Übersetzung „Die logische Form der Handlungssätze“) zurückgeht. Dort wird eine eigenständige Ereignisvariable angenommen, die in jedem Ereignissatz enthalten ist.

## Veröffentlichungen
Aufsätze und Vorträge
- Actions, Reasons, and Causes. In: The Journal of Philosophy, LX 1963, S. 685–700.
  - Deutsche Ausgabe: Handlungen, Gründe und Ursachen. In: Suhrkamp 1985.
- The Method of Extension and Intension. In: The Philosophy of Rudolf Carnap. Hrsg. v. Paul Schilpp. La Salle/Illinois 1963, S. 311–350.
- The Logical Form of Action Sentences. (Vortrag 1966). In: The Logic of Decision and Action. Hrsg. v. Nicholas Rescher, Pittsburgh 1967, S. 81–120.
  - Deutsche Ausgabe: Die logische Form der Handlungssätze. In: Suhrkamp 1985.
- Truth and Meaning. In: Synthese 17 1967, S. 304–323.
  - Deutsche Ausgabe: Wahrheit und Bedeutung. In: Suhrkamp 1986.
- Causal Relations. (Vortrag 1967). In: The Journal of Philosophy LXIV 1967, S. 691–703.
  - Deutsche Ausgabe: Kausale Beziehungen. In: Suhrkamp 1985.
- True to the Facts. (Vortrag 1969). In: The Journal of Philosophy, Vol. 66, No. 21, Sixty-Sixth Annual Meeting of the American Philosophical Association Eastern Division (Nov. 6, 1969), pp. 748–764
  - Deutsche Ausgabe: Getreu den Tatsachen. In: Suhrkamp 1986.
- On Saying That. In: Words and Objections. Essays on the Work of W.V. Quine. Hrsg. mit Jaakko Hintikka. Dordrecht 1969, S. 158–174.
  - Deutsche Ausgabe: Sagen, daß (sic!). In: Suhrkamp 1986.
- Events as Particulars. In: Nous, IV 1970, S. 25–32.
  - Deutsche Ausgabe: Ereignisse als Einzeldinge. In: Suhrkamp 1985.
- Eternal vs. Ephemeral Events. In: Noûs, Vol. 5, No. 4 (Nov., 1971), pp. 335–349.
  - Deutsche Ausgabe: Zeitlose kontra flüchtige Ereignisse. In: Suhrkamp 1985.
- The Individuation of Events. In: Essays in Honor of Carl Hempel. Hrsg. v. Nicholas Rescher. Reidel, Dordrecht 1970, S. 216–234.
  - Deutsche Ausgabe: Zur Individuation von Ereignissen. In: Suhrkamp 1985.
- Agency. (Vortrag 1968). In: Agent, Action and Reason. Hrsg. v. Robert Binkley, Richard Bronaugh und Ausonio Marras, Toronto 1971, S. 3–25.
  - Deutsche Ausgabe: Handeln. In: Suhrkamp 1985.
- Mental Events. (Vortragsreihe 1968/69). In: Experience and Theory. Hrsg. v. Lawrence Foster u. J.W. Swanson. Boston 1971, S. 79–101.
  - Deutsche Ausgabe: Geistige Erkenntnis. In: Suhrkamp 1985.
- The Material Mind. (Vortrag 1971). In: Kongreßakten zum 4. Internationalen Kongreß für Logik, Methodologie und Philosophie der Wissenschaften in Bukarest, 1973.
  - Deutsche Ausgabe: Der materielle Geist. In: Suhrkamp 1985.
- In Defense of Convention T In: Truth, Syntax and Modality. Hrsg. v. H. Leblanc. Amsterdam 1973, S. 76–85.
  - Deutsche Ausgabe: Zur Verteidigung von Konvention W In: Suhrkamp 1986.
- What Metaphors Mean. (Vortrag 1978). In: Critical Inquiry Nr. 5/1978, S. 31–47.
  - Deutsche Ausgabe: Was Metaphern bedeuten. In: Suhrkamp 1986.
- Epistemology and Truth. (Vortrag 1987). In: Kongreßakten der Universität Córdoba 1988.
  - Deutsche Ausgabe: Erkenntnistheorie und Wahrheit. In: Suhrkamp 2004.
- Three Varieties of Knowledge. In: A. Phillips Griffiths (Hrsg.): A.J. Ayer Memorial Essays. Royal Institute of Philosophy Supplement Nr. 30, Cambridge University Press 1991.
  - Deutsche Ausgabe: Drei Spielarten des Wissens. In: Suhrkamp 2004.
- The Emergence of Thought. (Vortrag 1993). In: Erkenntnis Nr. 51/1999, S. 7–17.
  - Deutsche Ausgabe: Die Entstehung des Denkens. In: Suhrkamp 2004.

Sammelbände
- Essays on Actions and Events. Oxford University Press, Oxford 1980.
  - Deutsche Ausgabe: Handlung und Ereignis. Übersetzt von Joachim Schulte. Suhrkamp, Frankfurt am Main 1985, ISBN 3-518-06428-2 (Suhrkamp 1985).
- Inquiries into Truth and Interpretation, Oxford University Press, Oxford 1984.
  - Deutsche Ausgabe: Wahrheit und Interpretation. Übersetzt von Joachim Schulte. Suhrkamp, Frankfurt am Main 1986, ISBN 3-518-06040-6 (Suhrkamp 1986).
- Der Mythos des Subjektiven. Philosophische Essays. Reclam, Stuttgart 1993, ISBN 3-15-008845-3.
- Subjective, Intersubjective, Objective. Oxford University Press, Oxford 2001.
  - Deutsche Ausgabe: Subjektiv, intersubjektiv, objektiv. Übersetzt von Joachim Schulte. Suhrkamp, Frankfurt am Main 2004, ISBN 3-518-58387-5 (Suhrkamp 2004).
- Problems of Rationality: Philosophical Essays Oxford University Press, Oxford 2004.
  - Deutsche Ausgabe: Probleme der Rationalität. Übersetzt von Joachim Schulte. Suhrkamp, Frankfurt am Main 2006, ISBN 3-518-58471-5.
- Truth, Language, and History. Philosophical Essays. Oxford University Press, Oxford 2005.
  - Deutsche Ausgabe: Wahrheit, Sprache und Geschichte. Übersetzt von Joachim Schulte. Suhrkamp, Frankfurt am Main 2008, ISBN 3-518-58506-1)
- Wozu Wahrheit? Eine Debatte. Donald Davidson u. Richard Rorty. Hrsg. v. Mike Sandbothe. Suhrkamp, Frankfurt am Main 2005, ISBN 978-3-518-29291-4.

Monographien
- Plato's Philebus. (Dissertation). Garland Publishing, New York 1990.
- Truth and Predication. Harvard University Press, Harvard 2005, ISBN 0-674-01525-8.